# Miroslav Adlešič
Miroslav Adlešič, slovenski fizik, pedagog, publicist in slikar * 13. december 1907, Postojna, † 9. februar 2002, Ljubljana.

## Življenje in delo
Rodil se je očetu Albinu in materi Mariji (rojena Dobrowolski).
Adlešič je diplomiral leta 1930 iz fizike, fizikalne kemije, matematike in mineralogije na ljubljanski Filozofski fakulteti. Nad 35 let je poučeval v srednjih šolah. Od leta 1961 je predaval na fakultetah in Akademiji za glasbo v Ljubljani eksperimentalno fiziko, biofiziko, ergonomijo in glasbeno akustiko. Bil je priznan strokovnjak na področju akustike ter publicist, prevajalec, urednik in pisec o fiziki, tehniki in filozofiji. Napisal je več učbenikov za srednje šole.